# Teatro de la Porte Saint-Martin
El Teatro de la Puerta de San Martín (Théâtre de la Porte Saint-Martin en idioma francés) es una sala de espectáculos situada en el 16 del boulevard Saint-Martin. En el X arrondissement de París.

## Historia

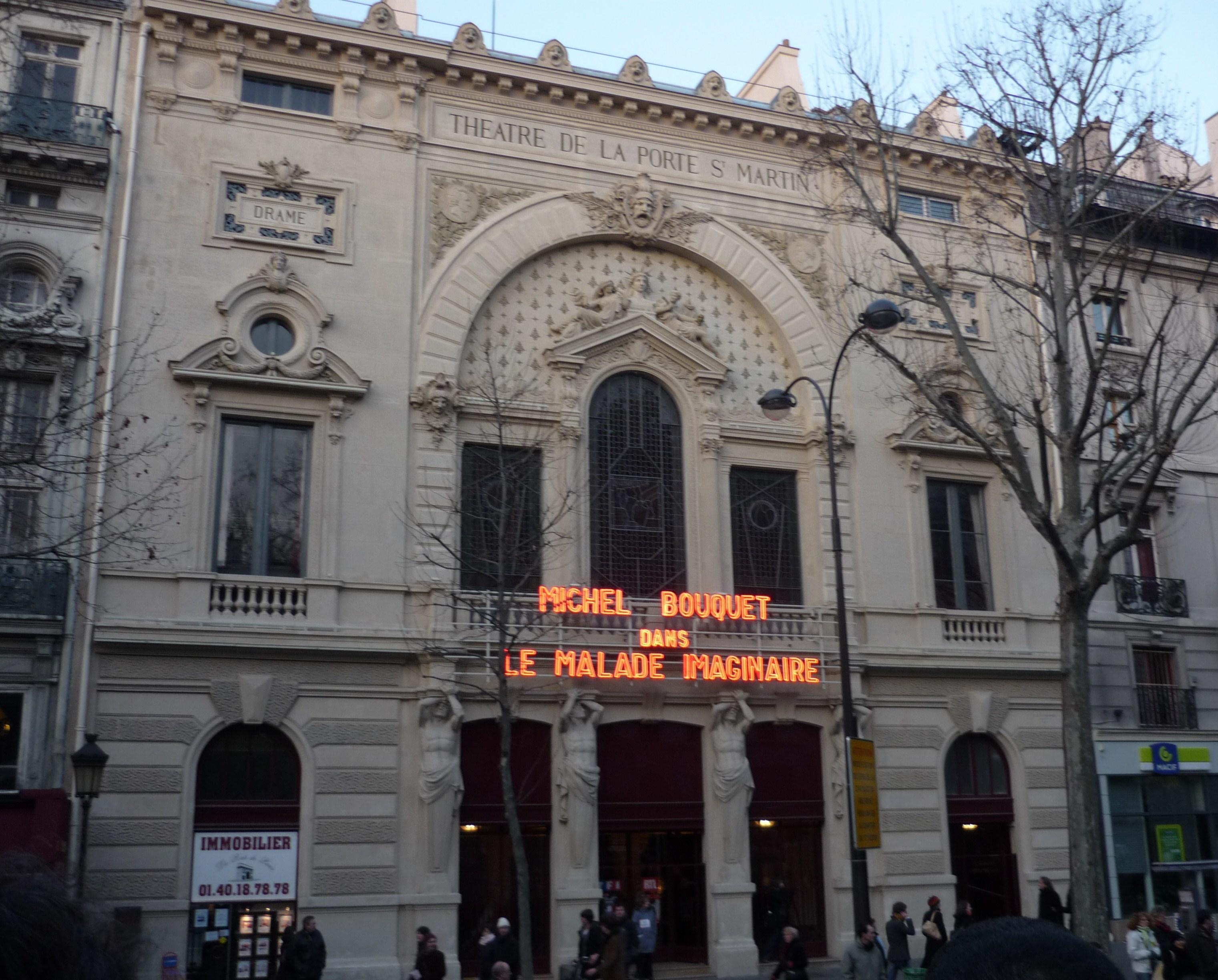
Teatro de la Puerta de San Martín.

Este teatro, uno de los más grandes del boulevard, fue construido de forma apresurada en 1781 bajo la dirección de Alexandre Lenoir para albergar la Académie royale de Musique (antiguo nombre de la actual Ópera Nacional de París) cuya sede acababa de incendiarse. En el momento de su inauguración (27 de octubre del mismo año) contaba con 1800 plazas que acogerían la sede de la Ópera hasta el 26 de julio de 1794 en que ésta se muda a la rue de Richelieu. Esta mudanza origina el desuso del teatro (salvo esporádicas reuniones políticas) hasta que en 1799 es vendido como bien nacional.
El 30 de septiembre de 1802 la sala reabre como teatro bajo su actual nombre, albergando representaciones de grandes espectáculos, comedias y ballets. Afectado por el Decreto Imperial sobre los teatros de 1807 con el que Napoleón pretendía regular el número de escenarios abiertos en cada ciudad el teatro de la Puerta de San Martín se ve cerrado en primer término y después (bajo el nombre de Jeux Gymniques) reabierto bajo la categoría de secundario (solo se permitían cuatro Grandes teatros y cuatro secundarios en París). Esta distinción le limitaba a no tener más de dos actores hablando sobre el escenario lo que empobrecía la calidad del espectáculo que acabaría siendo abandonado cuando el 26 de diciembre de 1814 un nuevo favor imperial es otorgado al teatro (que retoma su nombre) permitiéndose representar melodramas, privilegio que se inauguraría con la obra la Pie voleuse.
A partir de ese momento sus ballets superan en calidad incluso a los de la Ópera. Mandrin, las Pequeñas Danaides o Treinta años o la vida de un jugador son algunos de los éxitos más importantes de ese periodo. El bailarín y mimo Mazurier supera a todos los bailarines cómicos de la época contribuyendo a hacer el teatro uno de los más frecuentados. Actores de talento como Frédérick Lemaître, Bocage, Charles-Gabriel Potier, Mademoiselle George o Marie Dorval frecuentan su escenario permitiendo al teatro de la Porte Saint-Martin abordar géneros de prestigio como el drama o la tragedia y adquirir una considerable importancia literaria. Frédérick Lemaître introduce en el repertorio obras de Victor Hugo, Casimir Delavigne, Alexandre Dumas, Honoré de Balzac, George Sand o Victorien Sardou. En estos años se representan las principales obras de la reforma romántica como Marina Faliero, Antony, Richard Dartington, la Torre de Nesle, María Tudor o Lucrecia Borgia. Le Bossu de Paul Féval es adaptado el 8 de septiembre de 1862.
El Teatro ha sido cerrado en cinco o seis ocasiones por quiebra, especialmente en 1840, 1851 y 1868. Sufrió un incendio en mayo de 1870 durante la Comuna de París y fue reconstruido sobre el mismo emplazamiento reinaugurándose el 28 de septiembre de 1873 con María Tudor de Victor Hugo. Diez años después la actriz Sarah Bernhardt actúa durante varios meses seguidos permaneciendo fiel hasta el final del siglo.
En 1897 se estrena el Cyrano de Bergerac de Edmond Rostand.
En junio de 2001 Michel Sardou y Jean-Claude Camus toman la dirección del teatro que había sido dirigido desde 1949 por la familia Regnier. Michel Sardou revende su parte a su socio en 2003.